# Altar de Sacrificios
Altar de Sacrificios foi um centro cerimonial e sítio arqueológico da civilização maia pré-colombiana, situado perto da confluência dos rios Pasión e Salinas (onde se combinam para formar o rio Usumacinta), no atual departamento de El Petén, Guatemala. Junto com Seibal e Dos Pilas, Altar de Sacrificios é um dos locais mais conhecidos e intensamente escavados na região, embora o local em si não pareça ter sido uma grande força política no período Clássico tardio. 

## Etimologia
O local foi nomeado por Teobert Maler, que pensou que a Estela 1 era usada para sacrifícios.  Embora um glifo para o local tenha sido identificado, sua leitura fonética até agora escapou aos epígrafos. 

## Localização
Altar de Sacrificios está localizado no lado guatemalteco da fronteira internacional com o México, que segue os rios Salinas e Usumacinta.  Estava a 80 quilômetros rio acima da importante cidade do período clássico maia de Yaxchilán  e 60 quilômetros a oeste de Seibal.  O sítio está localizado em uma pequena ilha localizada entre pântanos sazonais ao longo da margem sul do rio Pasión, perto de onde se junta ao rio Salinas (também conhecido como rio Chixoy). Esta ilha mede aproximadamente 700 metros de leste a oeste, com a arquitetura cerimonial localizada na extremidade leste mais alta e os grupos residenciais na extremidade ocidental inferior. 

## História
Investigações arqueológicas descobriram a longa história ocupacional do local e revelaram que este foi um dos primeiros assentamentos nas planícies maias, tendo sido fundado antes de Tikal e outras cidades na bacia central do Petén, possivelmente por pessoas de línguas mixe-zoqueanas que chegaram do oeste.  Isso parece ter ocorrido por volta de 800 a.C., no início do período pré-clássico médio. Os habitantes viviam no térreo em casas feitas de materiais perecíveis, e ainda não tinham desenvolvido extensas redes comerciais.  O local começa a mostrar evidências mais claras de uso como centro cerimonial entre 600 a.C. e 300 a.C., quando casas começam a ser construídas em terraços. 
Mais tarde, no Pré-clássico, o local foi habitado pelos povos maias.   A primeira pirâmide (Estrutura B-1) da tradição Maia data entre 300 a.C. e 150 d.C.. Também durante esta fase, foram negociadas jades e objetos de obsidiana aparecem em túmulos.   O sítio parece ter dominado a rota comercial de Usumacinta por volta de 450 a.C.. 
Altar de Sacrificios entra no período Clássico entre 150 e 550 d.C.. Objetos marinhos como espinhos de arraia e objetos de concha, bem como objetos de obsidiano, pedras verdes e jadeitas aparecem em túmulos. A grande pirâmide B-1 atinge sua forma final. Estelas com inscrições são levantadas, altares são esculpidos e, como em outros locais da região, objetos feitos em Teotihuacan também foram encontrados. 
A segunda metade do século VI é marcada por um hiato nas inscrições e o foco da construção se mudando para o Grupo A. No início do século VII, o sítio parece ter se recuperado e Estelas esculpidas voltam a reaparecer com características do Clássico tardio. Na última parte deste século, a cidade atingiu seu período de pico. Edifícios novos e antigos são cobertos com pedras calcárias e uma quadra de bola é construída. Níveis ocupacionais mais altos são espelhados pela grande quantidade de monumentos levantados. Bens finos - espelhos de piritas, pontas de projéteis de pedra e contas de jade - são encontrados em túmulos. No século IX, quando outros locais também estão entrando no período Clássico terminal, a qualidade da construção e das mercadorias começam a diminuir.  Nos séculos VIII e IX, a população de Altar de Sacrificios começou a declinar. 
Durante a última fase de ocupação (ca. 900-950 d.C.), cerâmicas de pasta fina que retratam pessoas com aparência diferente substituem estilos anteriores.   As evidências sugerem que durante o período Clássico terminal o sítio foi ocupado por estrangeiros e prosperou em uma época em que Seibal também estava experimentando um ressurgimento, em ambos os casos ligados ao colapso do Reino Petexbatún com sede em Dos Pilas.  Foi sugerido que a chegada de forasteiros, desta vez, foi devido ao domínio neste momento da rota comercial do rio Usumacinta pelo grupo Chontal originário de Tabasco (México). 
No entanto, com o colapso das principais cidades motivado pela seca na região e consequente diminuição do nível do rio Usumacinta, o comércio fluvial diminuiu drasticamente e não pôde ser uma nova rota organizada pelos recém-chegados.  Altar de Sacrificios, juntamente com as poucas outras políticas sobreviventes no oeste de El Petén, declinaram em políticas estagnadas internamente focadas, apesar de seus contatos de longa distância.  Pela análise óssea revelou que a saúde da população em geral do período Clássico terminal estava sofrendo, com aumento da mortalidade infantil, diminuição da estatura e proliferação de doenças, embora a elite tenha permanecido saudável.   Ao mesmo tempo, a população reduzida se retirou para locais defensáveis no sítio.  Há pouca evidência de qualquer ocupação depois de aproximadamente 950 d.C.. 

## Governantes
Pelo menos dez governantes estão registrados nos monumentos de Altar de Sacrificios, e provavelmente haviam mais. Três governantes no período de 455 a 524, houve então um hiato de sessenta anos. Em 589, um novo e jovem governante tomou posse, governou até 633. No período de 633 a 662 havia mais quatro governaram em sucessão relativamente rápida, estes provavelmente foram seguidos por pelo menos mais dois governantes, embora os monumentos posteriores sejam os mais mal preservados. 

## Descoberta
O sítio foi descoberto pela primeira vez em 1895 por Teoberto Maler.  Sylvanus Morley descreveu as inscrições hieróglifas de Altar de Sacrificios em sua obra de 1938 The Inscriptions of Peten.  Também foi visitado por Frans Blom em 1928.   O sítio foi investigado pelos arqueólogos A. Ledyard Smith e Gordon Willey do Museu Peabody de Arqueologia e Etnologia de 1958 a 1963.  Desde 2016, uma equipe internacional liderada por Jessica Munson do Lycoming College continua a mapear e escavar em Altar de Sacrificios e sua área circundante. 